# Hermosa Soberana
Hermosa Soberana (hrv. Prelijepa i neovisna) je bila državna himna Nikaragve od 1893. do 1910. godine.
Himna je posvećena generalu Joséu Santosu Zelayi, a usvojena je kao himna u rujnu 1893. godine. Glazbu je skladao Alejandro Cousin. Autor nije točno poznat, ali vjerojatno ga je napisao jedan od sljedeća tri pjesnika: Rubén Darío, Santiago Arguello ili Manuel Maldonado. Iako je zamijenjena 1910. godine, "Hermosa Soberana" je još uvijek popularna kao nacionalna budnica.
Nakon neuspjeha liberalne revolucije 1910. godine, ta himna zamijenjena je novom himnom "Salve a ti, Nicaragua", u skladu s mirovnim duhom zemlje u kojoj je upravo završio niz građanskih ratova.

## Tekst himne
Hermosa Soberana (španjolski)
|: Hermosa Soberana
Cual Sultana
Nicaragua, de sus lagos
Al rumor, al rumor,
Ve a sus hijos denodados
Los Soldados del honor :|
Siempre libre y hechicera
Siempre libre y hechicera
Su bandera, su bandera
Ve flotar.
Y apacible se reclina
Cual ondina de la mar.
Siempre libre y hechicera
Siempre libre y hechicera
Su bandera, su bandera
Ve flotar.
Y orgullosa cual deidad, cual deidad
Muestra altiva el noble pecho
En defensa del derecho
Y su Santa Libertad.